# 1992 en mathématiques
Cet article présente les faits marquants de l'année 1992 en mathématiques.

## Naissances
- 25 septembre : Lisa Sauermann, mathématicienne allemande.

## Décès
- 2 janvier : Tibor Gallai (né en 1912), mathématicien hongrois.
- 22 janvier : Luis de Albuquerque (né en 1917), mathématicien et géographe portugais.
- 24 janvier : Ernest Corominas (né en 1913), mathématicien français d'origine espagnole.
- 30 janvier : George Temple (né en 1901), mathématicien britannique.
- 1er février : Frank Spitzer (né en 1926), mathématicien américain d'origine autrichienne.
- 6 février : Caius Iacob (né en 1912), mathématicien roumain.
- 13 février : Nikolaï Bogolioubov (né en 1909), mathématicien et un physicien russe.
- 8 avril : Gilbert de Beauregard Robinson (né en 1906), mathématicien canadien.
- 20 avril : Llewellyn Thomas (né en 1903), physicien et mathématicien appliqué britannique.
- 30 mai : Antoni Zygmund (né en 1900), mathématicien américain d'origine polonaise.
- 25 juillet : Ralph Philip Boas (né en 1912), mathématicien américain.
- 26 août : Daniel Gorenstein (né en 1923), mathématicien américain.
- 16 septembre : Kari Karhunen (né en 1915), mathématicien probabiliste et statisticien finlandais.
- 28 septembre : John Leech (né en 1926), mathématicien britannique.
- 24 novembre : Rosalind Tanner (née en 1900), mathématicienne et historienne des mathématiques britannique.
- 29 novembre : Jean Dieudonné (né en 1906), mathématicien français.
- 18 décembre : Jean Kuntzmann (né en 1912), mathématicien français.
- 26 décembre : John George Kemeny (né en 1926), mathématicien américain. Il a développé le langage de programmation BASIC.
- 27 décembre : Alfred H. Clifford (né en 1908), mathématicien américain.